# Condado de Santa Bárbara
O condado de Santa Bárbara (em inglês:  Santa Barbara County) é um dos 58 condados do estado americano da Califórnia. Foi fundado em 1850. A sede do condado é Santa Bárbara e a cidade mais populosa é Santa Maria.

## Geografia
De acordo com o United States Census Bureau, o condado possui uma área de 9 814 km², dos quais 7 084 km² estão cobertos por terra e 2 730 km² por água.

## Demografia
Segundo o censo nacional de 2010, o condado possui uma população de 423 895 habitantes e uma densidade populacional de 59,8 hab/km². Possui 152 834 residências, que resulta em uma densidade de 22 residências/km².
Das 8 localidades incorporadas no condado, Santa Maria é a mais populosa, com 99 553 habitantes, enquanto que Guadalupe é a mais densamente povoada, com 2 087 hab/km². Buellton é a menos populosa, com 4 828 habitantes. De 2000 para 2010, a população de Santa Maria cresceu quase 29% e a de Goleta reduziu em 46%. Nenhuma localidade possui população superior a 100 mil habitantes.